# カレン民族同盟/カレン民族解放軍平和評議会
カレン民族同盟/カレン民族解放軍平和評議会（カレンみんぞくどうめい/カレンみんぞくかいほうぐんへいわひょうぎかい、英語: KNU/KNLA Peace Council、略称: KPC）は、ミャンマーのカレン族による武装組織である。

## 歴史
2007年1月30日、カレン民族解放軍（KNLA）第7旅団長ティマウンは独自に和平交渉を行った結果、カレン民族同盟（KNU）を追放された。同月31日、KNUを追放されたティマウン准将は部下80人を引き連れてトココー村にてKPCを設立した。KPCは分裂元のKNUやKNLAの一部でもなく、関係組織でもない。
2009年以降、KPCは軍事政権により、国境警備隊（BGF）へ改組するよう要求されていたが、この要求を受け入れなかった。
KPCは2012年に州レベル停戦合意に署名し、2015年に全国停戦合意に署名した。
2014年10月、KPCおよびKNLA、KNDO、DKBAからなるコートレイ武装隊を結成するという声明がなされたが、KPCはこの計画に署名したラクレム牧師とタイガー大佐を追放した。
2020年、KPC創設者のティマウンが死去した。ボー・ミャの次男であるネソミャがKPCの指導者となっていたが、2021年8月にCOVID-19により死亡した。現在はノーカパトゥー（ティマウンの娘）が書記を務めている。
KPCはKNU、BGF、DKBA、NMSPなどの武装勢力とともに、2023年1月に軍事政権が撤退したパヤトンズーを統治している。

## 組織構成
第707大隊と第708大隊の2個大隊が組織されている。結成当初は第701大隊から第709大隊（第702大隊は欠番）までの8個大隊が存在した。

## 対外関係
2016年3月、KPCを含む全国停戦合意署名勢力は和平プロセス主導チーム (Peace Process Steering Team: PPST)を結成した。しかし2021年のクーデター後、カレン民族同盟やチン民族戦線などの反クーデター勢力が離脱したため、PPSTは機能不全に陥った。2024年3月、シャン州軍 (南)のヨートスックが主導する7EAO同盟がPPSTを継承する形で結成された。KPCは7EAO同盟に加盟している。

## 経済活動
KPCは学校や診療所、橋梁や道路建設といった社会インフラの開発を行っている。この他に、ミャワディからパアン、タウングー間で物資輸送とバス運行を行っている。KPCはゴムプランテーション経営や国境貿易を行っており、チーク材伐採、鉱山開発、観光のための調査と貿易のライセンスを要求している。

## 人権侵害
2018年10月から2019年11月にかけて、パアン地区とドゥプラヤ地区においてKPCによる殺人、物理的暴力、恣意的拘束、土地没収が報告されている。